# The Final Chapter (Hypocrisy)
The Final Chapter è il quinto album del gruppo melodic death metal svedese Hypocrisy, pubblicato il 23 settembre 1997 da Nuclear Blast.
I testi sono incentrati sul tema dell'esistenza degli alieni, come nel precedente Abducted, ma musicalmente l'album si caratterizza per la presenza di cambi di tempo e per una maggiore varietà stilistica. Come il titolo fa intuire, questo avrebbe dovuto essere l'ultimo lavoro del complesso, e difatti appena dopo la pubblicazione Tagtgren annunciò l'imminente scioglimento degli Hypocrisy, dettato dal desiderio di concentrarsi solo sui Pain, ma gli ottimi riscontri di critica e pubblica lo spinsero a cambiare idea e a continuare la carriera con gli Hypocrisy.

## Tracce
- Tutte le tracce scritte da Peter Tägtgren eccetto dove indicato.

1. Inseminated Adoption - 4:34
2. A Coming Race - 5:08
3. Dominion -	3:33
4. Inquire Within - 5:47
5. Last Vanguard (Szöke) - 3:25
6. Request Denied - 4:52
7. Through the Window of Time - 3:30
8. Shamateur (Szöke) - 5:18
9. Adjusting the Sun (Mikael Hedlund) - 4:43
10. Lies - 4:37
11. Evil Invaders (Razor cover) - 3:49
12. The Final Chapter (Hedlund, Szöke, Tägtgren) - 5:21

### Bonus track (Giappone)[3]
1. Fuck U - 3:41

## Crediti[4]
- Peter Tägtgren - voce, chitarra, tastiere, produttore, missaggio
- Mikael Hedlund - basso
- Lars Szöke - batteria
- Hypocrisy - ingegneria del suono
- P. Gron - artwork, design, fotografia, layout